# L. C. Greenwood

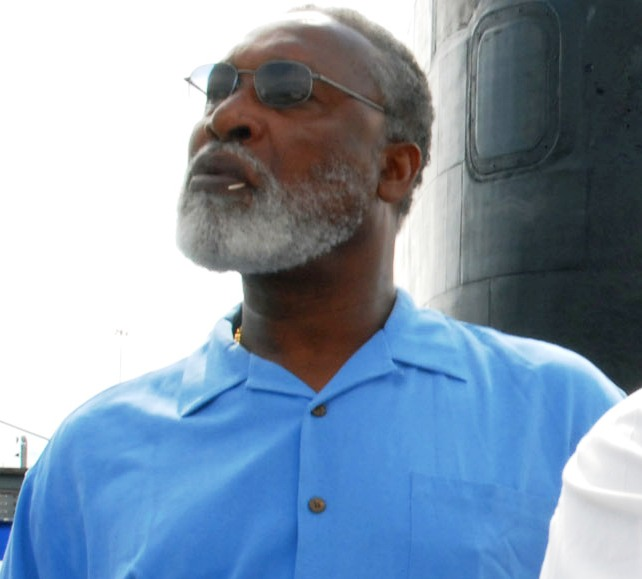

L. C. Greenwood (Canton, 8 de setembro de 1946 — Pittsburgh, 29 de setembro de 2013) foi um ex-jogador profissional de futebol americano estadunidense.

## Carreira
L. C. Greenwood foi campeão dos Super Bowl IX, Super Bowl X, Super Bowl XIII e Super Bowl XIV, jogando pelo Pittsburgh Steelers, sua única equipe.